# Мир (станция Свердловской железной дороги)
Мир — пассажирская и сортировочная станция Свердловской железной дороги в городе Нижней Туре Свердловской области России. Одна из трёх пассажирских станций тупикового нижнетуринского ответвления от линии Гороблагодатская — Серов, начинающегося от станции Выи (село Большая Выя).
На станции Мир один посадочный пассажирский перрон для обоих направлений движения электропоездов, на перроне имеется большой навес с лавочками, при остановочном комплексе есть небольшой деревянный одноэтажный вокзальный дом постройки середины XX века с билетной кассой и залом ожидания, диспетчерская и комплекс хозяйственных зданий. На северо-запад от станции отходит грузовая ветка с подъездными путями к промышленным предприятиям соседнего с Нижней Турой закрытого города Лесного.
По станции осуществляется пригородное сообщение: ходят электропоезда Нижний Тагил — Верхотурье и Нижний Тагил — Серов.